# 元坝镇 (安岳县)
元坝镇，是中华人民共和国四川省资阳市安岳县下辖的一个乡镇级行政单位。2019年12月，撤销努力乡，将其所属行政区域划归元坝镇管辖。

## 行政区划
元坝镇下辖以下地区：
三元社区、安良村、西泉村、槽房村、双堡村、叶新村、桂楼村、天王村、花排村、金山寺村和佛白村。